# K-200 (航空機)
K-200は、川西航空機が大日本帝国海軍向けに構想したジェット飛行艇。実機は製造されていない。

## 概要
1944年（昭和19年）2月1日に、川西で研究されていた渡洋爆撃機「TB」の計画が中島飛行機の「富嶽」の試作決定に伴い中止された後、川西は競合する他機を凌ぐ革新的な性能をTBに続く次世代機に求め、当時ドイツで実用化に至りつつあり、日本でも試作段階まで開発が進んでいたジェットエンジンに着目。超大型のジェット飛行艇であるK-200を構想した。
K-200は重量200 t級の6発機で、三菱「ネ330」（静止推力：1,320 kg）といったターボジェットエンジンの装備を予定していた他、ターボプロップエンジンの採用も考えられていた。しかし、開発には着手されないまま計画は中止された。